# CS Cheminots

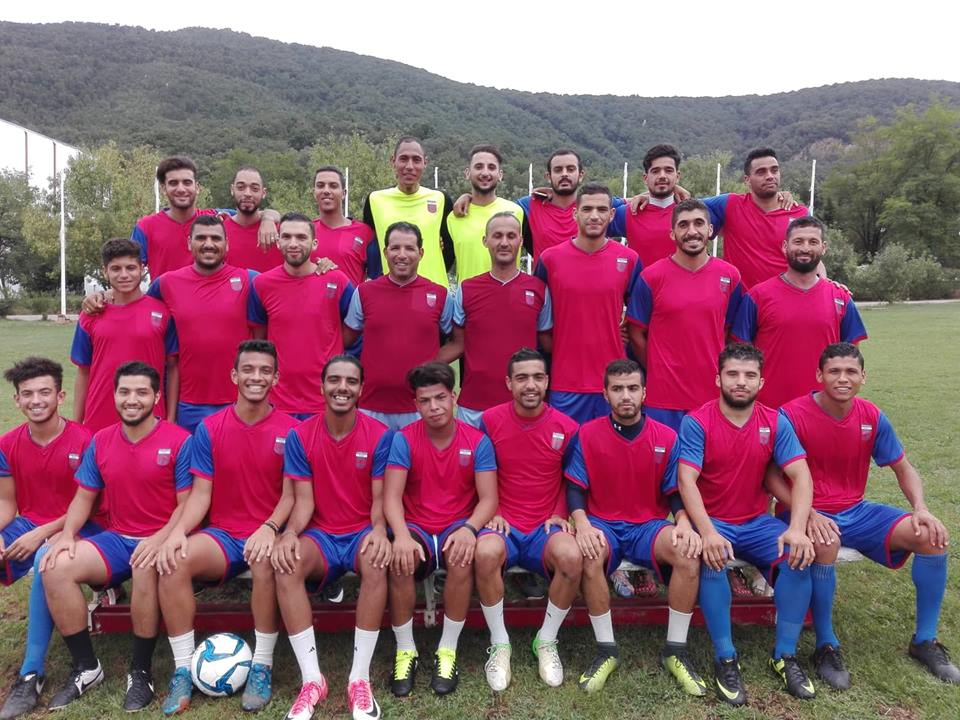
Teamfoto (2018)

Club Sportif des Cheminots, meist abgekürzt als CS Cheminots, ist ein tunesischer Sportverein aus Mégrine, einem südlichen Vorort der Hauptstadt Tunis.
Der Verein erzielte seine größten sportlichen Erfolge in Hallensportarten.

## Fußball
Die Fußballabteilung des Club Sportif des Cheminots spielt heute auf Amateurniveau, kann jedoch auf eine lange Tradition im tunesischen Fußball zurückblicken. Besonders zwischen Mitte der 1960er- und Mitte der 1970er-Jahre war der Verein eine ernstzunehmende Kraft im nationalen Fußball. Insgesamt verbrachte der Klub neun Spielzeiten in der ersten Liga Tunesiens. In den Saisons 1965/66, 1967/68, 1972/73 (Nordgruppe) und 1988/89 errang der Verein die Meisterschaft der zweithöchsten Spielklasse.
Die besten Ergebnisse im nationalen Pokalwettbewerb, dem Coupe de Tunisie, erreichte der Verein mit zwei Halbfinalteilnahmen. In der Saison 1963/64 unterlag man im Halbfinale dem Club Sportif Hammam-Lif deutlich mit 0:5. In der Saison 1971/72 traf der Verein im Halbfinale auf Club Africain. Nach einem 4:4 im ersten Spiel endete das Wiederholungsspiel 0:0. Da es damals noch kein Elfmeterschießen gab, entschied die Anzahl der Eckbälle – Club Africain kam mit 7:3 nach Eckstoßverhältnis ins Finale.

### Erfolge
- Meister der 2. Liga (4)
  - 1965/66, 1967/68, 1972/73 (Nordgruppe), 1988/89
- Halbfinalist im Coupe de Tunisie
  - 1963/64, 1971/72

### Erstligabilanz
| Saison  | Platzierung   | Spiele | Siege | Unentschieden | Niederlagen | Tore (für) | Gegentore | Bester Torschütze                                 |
| ------- | ------------- | ------ | ----- | ------------- | ----------- | ---------- | --------- | ------------------------------------------------- |
| 1966–67 | 12.           | 22     | 3     | 1             | 18          | 13         | 42        | Naceur Ben Zekri (8)                              |
| 1968–69 | 11.           | 26     | 7     | 7             | 12          | 23         | 31        | Naceur Ben Zekri (6)                              |
| 1969–70 | 10.           | 26     | 7     | 8             | 11          | 29         | 35        | Ridha Haddad (8)                                  |
| 1970–71 | 8.            | 24     | 7     | 8             | 9           | 27         | 30        | Ridha Haddad (10)                                 |
| 1971–72 | 13.           | 26     | 4     | 14            | 8           | 15         | 19        | Mohamed Marsaoui (5)                              |
| 1973–74 | 7.            | 26     | 6     | 13            | 7           | 25         | 31        | Ridha Haddad (10)                                 |
| 1974–75 | 11.           | 26     | 7     | 6             | 13          | 23         | 44        | Ali Ghezala (5)                                   |
| 1975–76 | 14.           | 26     | 2     | 5             | 19          | 24         | 57        | Ridha Haddad, Habib Gasmi, Mohamed Zouiten (je 4) |
| 1989–90 | 13.           | 26     | 4     | 9             | 13          | 18         | 41        | Lotfi Beloussaief (4)                             |
| Gesamt  | 9 Spielzeiten | 230    | 47    | 71            | 112         | 197        | 334       | Ridha Haddad (37)                                 |

## Basketball
Die Basketballabteilung wurde 1942 gegründet und stieg 1959 in die höchste Spielklasse auf. In den 1970er Jahren gewann das Team zwei Mal die Tunesische Meisterschaft und sicherte sich außerdem zwei Titel im Tunesischen Pokal.

## Erfolge der Frauenabteilungen

### Handball
Die Handball-Frauenmannschaft des Club Sportif Cheminots wurde 1965 tunesischer Meister. In einem einfachen Meisterschaftsturnier belegten sie punktgleich mit dem Club Athlétique du Gaz den ersten Platz, konnten sich jedoch aufgrund der besseren Tordifferenz durchsetzen.
- Tunesische Meisterschaft
  - 1965

### Volleyball
Die Volleyball-Frauen des Vereins dominierten Anfang der 1960er Jahre die Szene und sicherten sich in den Jahren 1962 und 1963 die Meisterschaft. In den Folgejahren gelang ihnen zudem der Gewinn des Coupe de Tunisie, dem Landespokal, 1964 und 1965.
- Tunesische Meisterschaft
  - 1962, 1963

- Coupe de Tunisie (Landespokal)
  - 1964, 1965